# Condado de Prince Edward (Ontario)
El Condado de Prince Edward (en inglés: Prince Edward County) (población del censo 2011 25,258 habitantes) es una municipalidad de nivel único y una unidad geográfica censal de la provincia Canadiense de Ontario. Está ubicada en el sur de Ontario en un gran cabo o litoral de forma irregular en la parte oriental del Lago Ontario, exactamente al occidente de la cabecera del Río San Lorenzo. Este cabo (oficialmente nombrado como Prince Edward County en 1972) está rodeado en el norte y en el oriente por la Bahía de Quinte.